# ModNation Racers
ModNation Racers — компьютерная игра в жанре автосимулятор, разработанная американской компанией United Front Games для PlayStation 3 и PlayStation Portable. Центральным аспектом игры является контент создаваемый пользователями, как и серия LittleBigPlanet данная игра использует слоган «Играй, создавай, делись» (англ. Play, Create, Share). Анонс ModNation Racers для PlayStation 3 состоялся на выставке Electronic Entertainment Expo в 2009 году. Версия для PSP была анонсирована в феврале 2010 года.
Обе версии игры были выпущены одновременно — в Великобритании 19 мая 2010 года, в Австралии 20 мая 2010 года, на континентальной Европе 21 мая 2010 года, в Северной Америке 25 мая 2010 года и 29 июля 2010 года в Японии. Бета версия игры стала доступна в США в декабре 2009 года, а в январе 2010 года в Европе.

## Игровой процесс
Игра представляет собой симулятор гонок на картах, с возможностью использования оружия против своих соперников. Игроки способны выполнять трюки, дрифты и ударять соперников в борт, успешное выполнение данных техник заполняет шкалу ускорения (англ. boost meter). Шкалу ускорения можно расходовать на ускорение, защиту от атак соперников, удары соперников в борт и активацию устройств на треке. На треке могут быть расположены ускорители, горшки с оружием, устройства и боты атакующие гонщиков. Собирая капсулы с оружием игрок получает один из четырёх видов оружия (ракеты, молнии, звук или ускорение), каждый из которых имеет три уровня. Оружие может быть использовано по прямому назначению или же в качестве мин. В игре есть режим истории сюжет которого написан профессиональными голивудскими сценаристами.

### ModSpot
ModSpot является главной зоной ModNation Racers. Здесь игроки могут общаться и соревноваться друг с другом, также отсюда осуществляется доступ к созданию контента, загрузки уже созданного контента, доступ к режиму карьеры, к онлайн состязаниям и гонкам в локальном мультиплеере, также здесь на постаментах представлены самые популярные за последние сутки карты и моды. Игрок может перемещаться по ModSpot на своём карте для выбора необходимого ему режима или для общения с другими игроками. Игрок может текстовый чат и специальные жесты.

### Режим создания
Игроку доступна возможность создания собственных персонажей, картов и трасс. Для создания игроку доступен ряд деталей, игрок способен вращать их, изменять их размер и цвет, текстурировать их и выбирать материал из которого они сделаны. Новые детали игроку становятся доступны за победы в сюжетных соревнованиях, часть деталей можно купить во внутриигровом магазине за специальные жетоны, которые спрятаны на каждой трассе при сюжетном прохождении. Для создания трасс создан специальный инструмент «Track Studio», который был представлен Sony на E3 2009, он позволяет создать трассу и её окружение за 5 минут.
Создание персонажа игрок начинает с белой модели персонажа, у которой можно изменять цвет и текстуру кожи, черты лица, волосы, одежду, маски, шлемы и другие детали. Для некоторых деталей можно выбрать материал — метал, резина или ткань.
Инструмент для создания трассы описан как возможно самый глубокий в автосимуляторах. Для создания трассы игрок должен проложить дорогу от старта до финиша, определив ширину и наклон дороги. Также игрок может изменять форму ландшафта, создавать или убирать озёра и горы, определять текстуру поверхности, время суток, наличие домов, деревьев, животных, ускорителей, трамплинов, капсул с оружием и другое. Изначально доступно 30 трасс. Также можно создать различные объездные пути не заметные на первый взгляд. После создания трассы игрок может опубликовать её в сети.

## Оценки прессы
| Сводный рейтинг       | Сводный рейтинг           |
| Агрегатор             | Оценка                    |
| --------------------- | ------------------------- |
| GameRankings          | PS3: 83,13 % PSP: 72,07 % |
| Metacritic            | 82/100                    |
| Иноязычные издания    |                           |
| Издание               | Оценка                    |
| 1UP.com               | B                         |
| CVG                   | 9,1/10                    |
| Edge                  | 8/10                      |
| Eurogamer             | 7/10                      |
| Game Informer         | 8,5/10                    |
| GameSpot              | 8/10                      |
| GameTrailers          | 7,9/10                    |
| GameZone              | 9/10                      |
| IGN                   | 9,0/10                    |
| VideoGamer            | 8/10                      |
| X-Play                | 4/5                       |
| Русскоязычные издания |                           |
| Издание               | Оценка                    |
| Absolute Games        | 85 %                      |
| «Игромания»           | 8,0/10                    |
| «Страна игр»          | 9/10                      |

ModNation Racers получила в основном положительные оценки от прессы. Сайт IGN оценил игру на 9 из 10, отметив превосходную механику управления картом и инструменты создания. Датский сайт Gamers Globe оценил игру на 9 из 10, отметив что игра сочетает в себе лучшие черты LittleBigPlanet и Mario Kart. Eurogamer оценил игру на 7 из 10, в качестве негативных сторон игры отметили долгие загрузки и сложность игры, но отметили что игра приобретает особый шарм при игре с живыми игроками. GameSpot оценил игру на 8 баллов из 10 и также критиковал игру за сложность и долгие загрузки, а в качестве позитивных факторов отметил глубокий игровой процесс, удачный онлайн режим и отличные инструменты создания. Редактор из Absolute Games оценил игру в 85 % и отметил разнообразные трассы и удобный инструмент создания. Сайт журнала Игромания оценил игру на 8 из 10, редактор отметил долгие загрузки игры и раздражающую музыку, но счёл эти проблемы незначительными и посчитал, что игре «удалось расшевелить застойное болото картинг-симуляторов». Критик из Страны игр оценил игру в 9 из 10 баллов, отметив великолепную графику, конструктор машин, трасс и персонажей, а также смешные сюжетные ролики. Но также были отмечены долгие загрузки и несбалансированный уровень сложности.
Продажи версии игры для PlayStation 3 составили 1,12 миллиона копий, а версия для PlayStation Portable — 0,53 миллиона копий.